# Vento estelar

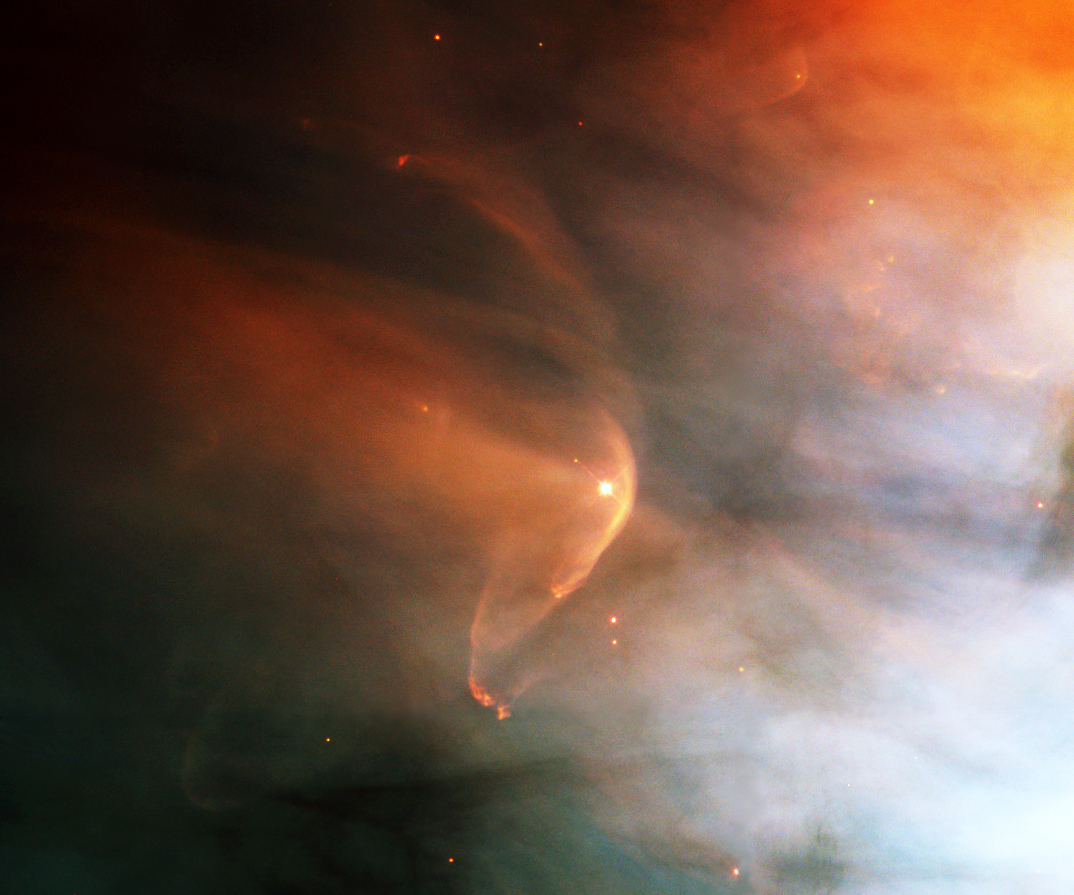
Vento estelar capturado pelo Telescópio Hubble em 1995.

Vento estelar é uma chuva supersónica formada por matéria liberada por um gás ionizado, formado por partículas carregadas eletricamente.
O vento estelar produzido pelo Sol é normalmente chamado de vento solar.